# Lex Redelé
Alexander Charles (Lex) Redelé (Dordrecht, 28 januari 1939 – Wassenaar, 18 april 2013)
Toen Redelé dertien was, groeide zijn belangstelling voor de roeisport, mogelijk onder invloed van zijn oudere neef skiffeur Rob van Mesdag. Hij werd lid van de Koninklijke Dordrechtsche Roei- en Zeilvereeniging ("de Dordtsche") en trainde zonder enige begeleiding op het Wantij, half uur fietsen, omkleden, wegslepen van tien zware schotten, de boot 200 meter naar het water sjouwen en een uur in snelstromend water in weer en wind roeien, en vice versa; dit alles zonder de steun van zijn ouders, die er niets in zagen en dan ook eerst niet meegingen naar wedstrijden. 
Redelé won in 1955 zijn eerste wedstrijd, werd in 1956 Nederlands jeugdkampioen en van 1957 t/m 1960 Nederlands skiff kampioen, won tweemaal de Koninklijke Holland-Beker op de Bosbaan in 1957 en in 1958, en deed in deze jaren veelvuldig mee aan internationale wedstrijden, in 1957 in Duisburg Europese kampioenschappen (4e plaats), in 1958 in Poznan Europese kampioenschappen (4e plaats), 1959 op de Rotsee Regatta in Luzern (2e plaats), etc.
In 1958 was Redelé een van twintig Ere Brigadiers, bekende Nederlanders ("mensen die wat mans zijn") op de poster van de Melk-brigade, de succesvolle campagne van het Zuivelbureau die de melkconsumptie bij de Nederlandse en Belgische jeugd moest bevorderen.
De internationale skiffeurs vormden een hechte gemeenschap, Peter Bakker, Teodor Kocerka, Jan Wienese, Pavel Schmidt, Rob Groen, Stuart MacKenzie, Rob van Mesdag, Harry Parker, Vjatsjeslav Ivanov, Ferdinand Rabeder (die zijn zoon naar hem Alexander noemde), Jack Kelly, Klaus von Fersen, Thomas Schneider, Co Rentmeester, René Duhamel; velen bleven nog lang bevriend als leden van de mede door Redelé in 1965 in Duisburg opgerichte vereniging ISC, The International Sculling Club.
In 1956 werd Redelé enige tijd gecoacht door F. Luderus, vader van Marjan Luderus, ook skiff kampioen en ook van de Dordtsche. Vanaf 1957 roeide hij in zijn eigen Stämpfli skiff, de Impala. Na de Hollandbeker van 1957 werd hij gecoacht door Dr Hingst in Utrecht. Toen zijn ouders naar het buitenland waren verhuisd ging Redelé in huis bij het vrolijke gezin van huisarts Henk Nieuwenhuijzen in Utrecht, om zijn school af te maken en te trainen bij Triton. 
In augustus 1959, twee weken voor de Europese kampioenschappen in Macon, haalde op een provinciale weg een tegenligger een hoge vrachtauto in, en knalde tegen Redelés VW Kever aan, met voor de roeier in topvorm een gecompliceerde dubbele armbreuk als rampzalig gevolg, en drie maanden Academisch Ziekenhuis bij Prof. Nuboer, want de breuk wilde niet helen. 
In 1960 werd hij voor de vierde maal Nederlands skiffkampioen, waarop hij naar de Olympische Spelen in Rome werd uitgezonden. Tevoren had hij samen met Peter Bakker het initiatief genomen sporters bijeen te brengen met het doel elkaar te leren kennen en van elkaar te leren. Zij organiseerden een door het bedrijfsleven gesponsord diner op de Koninklijke Roei- en Zeilvereeniging De Maas onder de naam "Top Sport Nederland" met honderdvijftig aanwezigen: topatleten van zeventien takken van sport, officials en bestuursleden van de sportbonden, coaches en sportjournalisten; voor die tijd een revolutionair idee dat veel discussie teweeg had gebracht maar een groot succes was geworden.
In Rome wist hij geen finaleplaats te bemachtigen. De roeiwedstrijden vonden plaats op het Meer van Albano. In de eliminaties werd hij tweede in 7.32,24. Doordat hij in de herkansing opnieuw op een tweede plaats eindigde, ditmaal in 7.32,93, was hij uitgeschakeld.
Dit werd hem door de roeibond en vooral door de pers openlijk zeer kwalijk genomen, waarop hij gedesillusioneerd de wedstrijdsport vaarwel zei, in Amsterdam economie ging studeren en lid werd van Nereus. Nadien zijn er vele krantenartikelen verschenen over de scha(n)delijke wijze waarop Redelé bejegend was. Dit alles weerhield hem er niet van met veel plezier aan evenementen zoals de Hollandia-roeiwedstrijden, de Varsity- en lustrumwedstrijden van onder andere Njord, Triton en Laga te blijven deelnemen, soms als boordroeier, en met de andere leden van de ISC jaarlijks een van de grote internationale FISA-roeievenementen (o.a. in Vichy 1965/1967 en Bled in 1966/1968) te bezoeken.
Hij behoorde bij "De 144", het genootschap van oud sporters. In de zeventiger jaren organiseerde hij als lid van Koninklijke Roei en Zeilvereeniging De Maas jaarlijks een diner voor de leden die in het verleden race roeier waren geweest. Later als bestuurslid van diverse fondsen maakte hij zich sterk voor donaties aan de Stichting Roeivalidatie en de Stichting Gehandicapten Roeien Dordrecht en Omstreken. In 2003 doopte Redelé op de Dordtsche een naar hem vernoemde wedstrijdskiff, de "Lex Redelé", en in 2006 een aangepaste vier. 
Rond 2000 ging Redelé weer roeien in zijn oude Stämpfli-skiff Impala II, werd hij lid van Roeivereniging Rijnland en roeide hij soms mee in de Peters-acht. De Impala II werd in 2005 vervangen door Impala III, een custommade Carl Douglas-skiff uit Londen, en weer stond hij net als vroeger ‘s morgens heel vroeg op, om van Wassenaar naar de Vliet te fietsen, te skiffen en weer terug te fietsen; hij noemde het zijn "second wind". Zijn langzaam afnemende gezondheid bracht toenemende risico’s met zich, maar tot het laatst bleef hij technisch perfect en hard roeien. Na een ongeval op het water in 2009, dat voor hemzelf goed afliep (zijn boot was wel total loss), nam hij afscheid van zijn sport.
Alexander Charles Redelé overleed op 18 april 2013 te Wassenaar op 74-jarige leeftijd, na een lange periode van steeds verder belemmerende en voortschrijdende ziekte van Alzheimer.

## Palmares

### Roeien (skiff)
- 1956: Nederlands jeugdkampioen skiff
- 1957-1960: Nederlands kampioen skiff
- 1957: winnaar Koninklijke Holland-Beker
- 1957: Europese kampioenschappen Duisburg 4e plaats
- 1958: winnaar Koninklijke Holland-Beker
- 1958: Europese kampioenschappen Poznan 4e plaats
- 1959: Rotsee Regatta Luzern 2e plaats
- 1960: Olympische Spelen Rome